# Vis i Ramin
Vis i Ramin és el nom d'una història d'amor clàssica de la literatura persa. Se'n conserven diverses versions medievals en vers.

## Argument
Vis i Ramin són fills de diferents famílies nobles. Són criats per la mateixa dida i separats en créixer. El germà de Ramin, Monikan, reclama Vis com a muller pel dret d'una antiga promesa feta per la seva mare. Aquesta ho rebutja ja que ha casat Vis amb un altre home, tot i que encara sense consumar el matrimoni. Un Monikan enfurismat la rapta i se l'emporta cap al seu harem. En el periple Ramin la descobreix i s'enamora de la seva bellesa. Vis intenta protegir-se dels avenços del seu marit amb un talismà màgic i mentrestant retroba Ramin i accedeix a ser la seva amant. La parella ha de fugir quan Monikan sospita d'ells i viu una sèrie d'aventures que inclouen la captura de Vis en diverses ocasions i la infidelitat de Ramin. Després d'una darrera reconciliació i fuga, Monikan mor en una cacera i, per tant, els dos joves poden estar junts sense impediments.